# Schlachtgeschwader 4
A Schlachtgeschwader 4 foi uma unidade da Luftwaffe que atuou durante a Segunda Guerra Mundial, tendo lutado até o último dia da guerra.

## Comandantes
| Comandante             | Data                                          |
| ---------------------- | --------------------------------------------- |
| Major Georg Dörffel    | 18 de Outubro de 1943 - 26 de Maio de 1944    |
| Major Ewald Janssen    | 1 de Junho de 1944 - 25 de Dezembro de 1944   |
| Oberst Alfred Druschel | 28 de Dezembro de 1944 - 1 de Janeiro de 1945 |
| Major Werner Dörnbrack | 3 de Janeiro de 1945 - 8 de Maio de 1945      |

## Stab
Formado no dia 18 de Outubro de 1943 em Piacenza a partir do Stab/Sch.G. 2.

## I. Gruppe

### Gruppenkommandeure
- Major Werner Dörnback, Outubro de 1943 - 1 de Dezembro de 1943
- Major Heinrich Zwipf, 1 de Dezembro de 1943 - 28 de Abril de 1944
- Major Werner Dörnback, 28 de Abril de 1944 - 4 de Janeiro de 1945
- Hptm Fritz Schröter, 4 de Janeiro de 1945 - Maio de 1945

Formado no dia 18 de Outubro de 1943 em Piacenza a partir do II./Sch.G. 2:
- Stab I./SG4 a partir do Stab II./Sch.G.2
- 1./SG4 novo
- 2./SG4 novo
- 3./SG4 a partir do 6./Sch.G.2

No mês de Novembro de 1943 o 1./SG4 se tornou 4./SG 77, sendo em seguida reformado.

## Gruppenkommandeure
- Hptm Gerhard Walther, 18 de Outubro de 1943 - 19 de Maio de 1944
- Hptm Friedrich-Wilhelm Strakeljahn, 19 de Maio de 1944 - 6 de Julho de 1944
- Maj Werner Dedekind, 6 de Julho de 1944 - 11 de Novembro de 1944
- Maj Hans Stollenberger, 11 de Novembro de 1944 - Dezembro de 1944
- Maj Gerhard Weyert, Dezembro de 1944 - 27 de Janeiro de 1945
- Maj Berlage, Janeiro de 1945 - Maio de 1945

Formado no dia 18 de Outubro de 1943 em Viterbo a partir do II./SKG 10 com:
- Stab II./SG4 a partir do Stab II./SKG10
- 4./SG4 a partir do 4./SKG10
- 5./SG4 a partir do 5./SKG10
- 6./SG4 a partir do 6./SKG10

## III. Gruppe

### Gruppenkommandeure
- Maj Werner Dedekind, 18 de Outubro de 1943 - 10 de Janeiro de 1944
- Maj Gerhard Weyert, 10 de Janeiro de 1944 - Dezembro de 1944
- Maj Hans Weber,? - 8 de Maio de 1945

Foi formado no dia 18 de Outubro de 1943 em Graz a partir do III./SKG 10 com:
- Stab III./SG4 a partir do Stab III./SKG10
- 7./SG4 a partir do 7./SKG10
- 8./SG4 a partir do 8./SKG10
- 9./SG4 a partir do 9./SKG10